# Weidatalsperre
Die Weidatalsperre ist eine von zwei ehemaligen Trinkwassertalsperren an der Weida, in der Nähe der ostthüringischen Orte Triebes und Staitz im Thüringer Schiefergebirge. Die oberhalb von ihr liegende zweite Talsperre ist die Talsperre Zeulenroda.

## Stausee
Die 1949 begonnene und 1956 in Betrieb genommene Talsperre fasst 9,7 Millionen Kubikmeter Wasser. Die Fläche des Stausees beträgt 93 ha und die maximale Stauhöhe 22,5 m. Das Staubecken hat eine Länge von 4,6 km.

## Staumauer
Die Staumauer ist eine Gewichtsstaumauer aus Beton und 32,5 m hoch. Sie ist im Grundriss leicht gekrümmt und an der Luftseite mit Bruchsteinen verkleidet. Eine zweite, kleinere Staumauer mit der Hochwasserentlastung befindet sich an der Ostseite des Stausees.

## Nutzung
Die Talsperre diente zunächst der Trinkwasserversorgung in Ostthüringen. Mit Anschluss an das Fernwassersystem Schwarza, dem die Talsperre Leibis/Lichte als Rohwasserquelle dient, wurde die Trinkwassergewinnung aus den Weidatalsperren 2012 eingestellt und das Wasserschutzgebiet der Talsperren aufgehoben. Die Talsperre dient heute dem Hochwasserschutz und der Niedrigwasseraufhöhung. Seit Herbst 2024 wird die Talsperre grundhaft saniert, wozu der Wasserstand etappenweise abgesenkt wird.

## Bildergalerie

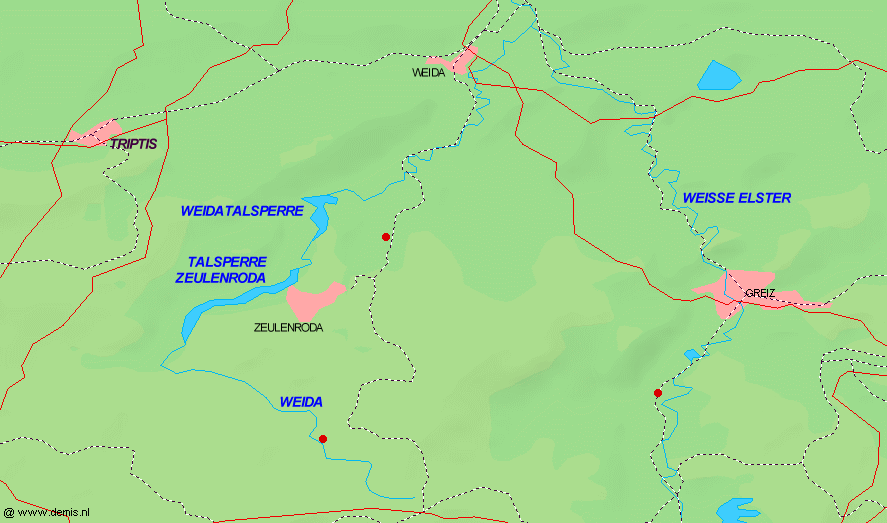
Der Flusslauf der Weida in Ostthüringen